# Pathologie des sols carrelés
La pathologie des sols carrelés est l'ensemble des désordres affectant les revêtements de sols carrelés et son support. Les sols carrelés font l'objet d'une sinistralité élevée depuis les années 1990 en France, tant en effectif (premier poste toutes destinations confondues qu'en coût de réparations).
Trois formes principales de désordres sont constatées : le décollement ou le descellement des carreaux, la fissuration des carreaux, la détérioration du carreau ou des joints. La fissuration du carreau représente les deux tiers des dommages constatés.

## Contexte

### Technicité des sols carrelés
Les sols carrelés sont un empilement de plusieurs matériaux et produits de construction. Les performances demandées aux sols carrelés sont importantes : durabilité, sécurité d'utilisation (par exemple, prise en compte de la glissance), acoustique et thermique. Le complexe de carrelage est composé, du bas vers le haut, d'un élément porteur (dallage, plancher constitué de matériaux différents), éventuellement d'une chape de ravoirage si des réseaux passent sous le sol, d'un isolant thermique ou acoustique. Puis la composition varie selon le type de pose.
En pose collée, le carreleur met en place une chape, un mortier-colle puis les carreaux. En pose scellée, le complexe de carrelage est composé d'une couche de forme (dont l'épaisseur est différente selon la classe de compressibilité de l'isolant), d'un mortier de scellement puis des carreaux. Chaque produit ou matériau mis en œuvre fait l'objet d'un référentiel spécifique, dépendant du type de produits choisi et du bâtiment.
Le métier de carreleur demande de fortes connaissances sur les produits ainsi qu'un savoir-faire très varié en raison de la multiplicité du type de pose et de supports. L'innovation est élevée dans le domaine du carrelage (apparition de carreaux de très grand format, spécificité de la pose de douche à l'italienne, demande accrue en isolation thermique et acoustique) et le métier se complexifie.

### Statistiques
La base de données SYCODÉS, gérée par l'Agence qualité construction (AQC), répertorie les sinistres traités dans le cadre d'expertises Dommages-Ouvrage. L'exploitation de cette base montre que le carrelage représente 5,11 % de l'effectif total des sinistres en France sur la période 1995-2005 et 8,9 % de l'effectif total sur la période 2014-2016. En coût de réparation, le carrelage représente 5,8 % du coût total de réparation sur la période 1995-2005 et 13,5 % sur la période 2014-2016. Il s'agit du premier poste de sinistralité toutes destinations confondues en France. L'évolution est par ailleurs à la hausse. 
L'année de signalement des désordres est la neuvième année après la réception, soit juste un an avant la fin de la garantie décennale.
Sur la période 2006-2016, le coût moyen des réparations varie de 19 300 € à 26 171 € selon la destination.

## Désordres constatés
Trois formes principales de désordres sont constatés : le décollement ou le descellement des carreaux, la fissuration des carreaux, la détérioration du carreau ou des joints. Dans une étude de pathologie réalisée en 2019 en France, la fissuration des carreaux représentait plus des deux tiers des désordres remontés, suivi par la détérioration des carreaux et des joints (13 %) puis les décollements (11 %). 

### Fissuration des carreaux
En pose collée, la fissuration des carreaux se produit le plus fréquemment en raison de l'absence ou de l'insuffisance des joints de fractionnement ou des joints périphériques. Les joints de fractionnement et les joints périphériques évitent l'apparition de contraintes à l'interface entre le carrelage et son support lors de la dilation thermique ou lors du retrait. La seconde source de fissuration en pose collée est le retrait excessif de la chape, support du carreau.
En pose scellée et désolidarisée (par exemple en présence d'un isolant thermique), la fissuration est essentiellement due au retrait différentiel du mortier de scellement, dit « effet bilâme ». L'effet bilâme est dû au retrait excessif de la chape ou du mortier. Ce phénomène se produit après la pose du carrelage : le retrait du support est gêné par les carreaux en partie supérieure et ne l'est pas en partie inférieure, ce qui crée des déformations de la chape ou du mortier, décrite comme « en forme de vagues ». Quand le mortier plisse du fait du retrait différencié, les carreaux peuvent se fissurer et l'isolant situé en-dessous du mortier se tasser. Le phénomène est notamment aggravé lorsque le mortier est surdosé en ciment ou en eau, ou encore exposé à l'ensoleillement. L'absence ou l'insuffisance de joints de fractionnement ou de joints périphériques est un facteur aggravant du phénomène.

### Détérioration des carreaux ou des joints
La détérioration des carreaux est souvent due à un choc, à un défaut du produit ou à des sollicitations supérieures à celles prévues en conception. La détérioration des joints entre les carreaux est en général due à un dégât des eaux ou à des sollicitations non prévues à la conception.

### Décollement ou descellement des carreaux
Le décollement des carreaux est dans plus de huit cas sur dix, un désordre constaté en pose collée. L'absence ou l'insuffisance du double encollage en pose collée est la cause la plus fréquente de décollement du carreaux. Le non-respect des prescriptions de mise en œuvre de la colle à carrelage (par exemple non-respect du temps d'ouverture et colle inadaptée) et les défauts de préparation du support sont responsables de 55 % des désordres de décollement.

## Prévention des désordres

### Modification du référentiel
En France, la pose de carrelage est décrite dans le DTU 52.1. Afin de tenter de réduire la sinistralité, plusieurs modifications ont été apportées dans la version de novembre 2010 :
- La pose scellée pour les surfaces de vente à fortes sollicitations comme les supermarchés a été interdite. Il a été constaté que les contraintes très fortes sur les délais de livraison des surfaces de vente entraînaient un non-respect systématique des délais de mise en service du carrelage. La pose scellée nécessite un temps d'attente entre la pose finale des carreaux et la mise en service du sol (c'est-à-dire qu'il est interdit de marcher sur le carrelage durant le temps de séchage, auparavant fixé à quinze jours). Le DTU a été modifié afin de prendre en compte cette évolution organisationnelle[6].
- Les dosages en ciment des mortiers de scellement ont été réduits pour les locaux à sollicitations plus faibles afin d'éviter l'effet bilâme[7].

### Recommandations de mise en œuvre
Afin d'éviter le risques d'incompatibilité entre les produits, notamment entre les produits à base de ciment et ceux à base d'anhydrite, la traçabilité des produits est essentielle. Des solutions basées sur la technologie des puces RFID, couplée avec le BIM, sont développées pour les chapes anhydrites.
Il est recommandé une plus grande vigilance pour les poses plus pathogènes que sont les poses de carrelage dans les douches à l'italienne, la pose de carreaux grands formats ou sur plancher bois.